# Proyecto MELiSSA

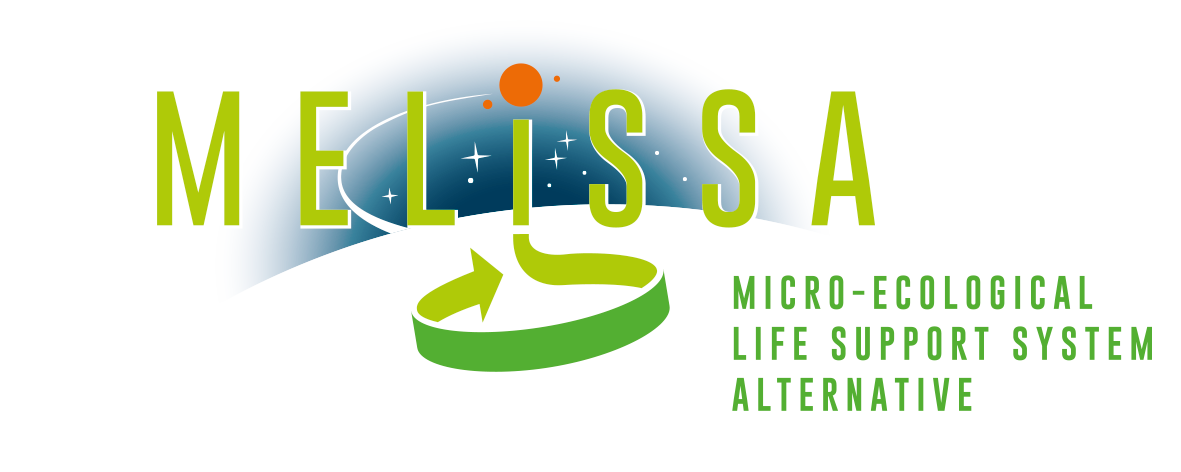
Proyecto MELiSSA

El proyecto MELiSSA (Alternativa de Sistema de Soporte Vital Microecológico, por sus siglas en inglés) es un proyecto tecnológico a largo plazo de la Agencia Espacial Europea. Su principal objetivo es construir hábitats autónomos en el espacio, que permitan a los astronautas abastecerse de aire fresco, agua y alimentos a través de un mecanismo de reciclaje microbiano continuo de desechos humanos, es decir, desarrollar un ecosistema cerrado en donde todo lo que se necesite se pueda producir dentro, y los residuos puedan reintegrarse funcionalmente al sistema.

## Historia
El concepto del proyecto surge a partir de que en el espacio, la supervivencia de los astronautas requiere de una gran cantidad de recursos (oxígeno, agua y comida), que son demasiado costosos y espaciosos para ser transportados. Por lo que pensando en misiones futuras fuera de la órbita terrestre se debe considerar no depender sólo del reabastecimiento de la Tierra. Se pretende que con este proyecto se puedan adquirir conocimientos suficientes acerca de los sistemas regenerativos, y así lograr obtener un mayor grado de autonomía en las misiones.

Agencia Espacial Europea

En 1987 el proyecto MELiSSA se inició después de un vuelo preliminar a bordo del cohete chino Longue Marche. Y fue a mediados de 1988 que se elaboró y publicó el concepto del proyecto, iniciando las actividades contractuales en 1989. La Agencia Espacial Europea lleva más de tres décadas activa en el campo del sistema de soporte vital regenerativo. En este proyecto participan alrededor de 50 organizaciones dentro de las que se encuentran diversas universidades, industrias espaciales, centros de investigación y empresas terrestres. 15 socios de Bélgica, España, Francia, Suiza, Italia, Holanda y Canadá; firmaron un memorándum de entendimiento, es decir, han sentado las bases de sus relaciones de cooperación institucional. Y es por diversas razones y esfuerzos conjuntos que MELiSSA es reconocido a nivel internacional como “el esfuerzo más avanzado para desarrollar sistemas de soporte vital de circuito cerrado”.

## Objetivos
El proyecto MELiSSA busca poder construir un ambiente que sea autónomo y pueda mantener a astronautas en el espacio, utilizando al menor número posible de especies. Su objetivo es el desarrollo de un sistema autónomo de soporte vital para las misiones a largo plazo en la Luna, Marte o incluso más allá, podría ser utilizado para una estancia permanente en estos astros. 
Se espera que el sistema produzca comida, agua y oxígeno a través del reprocesamiento de desechos producidos por la tripulación humana y a través de las cámaras de plantas. De manera general podría esperarse que el aire, el agua y la comida se regenere de una manera que minimice las demandas de recursos por la tripulación, asegure la habitabilidad y promueva autosuficiencia y seguridad.
Objetivos concretos: 
- Producción de O2: 1 kg al día por persona
- Producción de agua para higiene: 13 kg al día por persona
- Remoción CO2: 1.2 kg al día por persona
- Producción de agua bebible: 2.8 kg por persona por día
- Comida: 2.7 kg al día por persona
- Energía: 15 kJ al día por persona (aproximadamente 170 W).

## Modelo Bucle
El modelo de bucle está basado en procesos de recuperación que ocurren en ecosistemas “acuáticos”. Este sistema de soporte vital microecológico está dividido en 5 compartimentos, los cuales se encuentran colonizados por microorganismos y plantas superiores que a partir de diferentes flujos de líquidos, gases y sólidos se mantienen interconectados. Mientras que cada compartimento está colonizado por determinados organismos que tienen contribuciones específicas en el proceso de transformación general. Se considera a la tripulación como un sexto compartimento.
1. Compartimento l: Organismos acidificantes termofílicos anoxigénicos, llevan a cabo la licuefacción de desechos en ácidos grasos volátiles.
2. Compartimento ll: El fotoheterotrófico anoxigénico Rhodospirillum rubrum elimina los ácidos grasos volátiles.
3. Compartimento lll: Se lleva a cabo la nitrificación por parte del co-cultivo de Nitrosomonas y Nitrobacter sp.
4. Compartimento IVa: Arthrospira platensis (espirulina) produce nutrientes y oxígeno.
5. Compartimento lVb: Las plantas superiores producen alimentos y oxígeno.
6. Compartimento Vl: Espacio en donde se mantiene la tripulación.

A partir del ecosistema formado por estos compartimentos se pretende producir oxígeno, agua y alimentos. Esto, a partir de un reprocesamiento de los desechos humanos y los de la cámara de la planta superior. 
Existen 20 principios para diseñar un sistema de control ambiental y soporte vital (ECLSS)  de estos, se pueden destacar 5 primordialmente importantes:
1. Los ECLSS al ser "operaciones de cámara cerrada": (1) nunca deberán considerar la dilución como una solución a la contaminación; (2) todo producto exógeno es consumible y (3) todo lo que se produce debe reprocesarse.
2. Los ecosistemas artificiales, creados por el ser humano, difieren de su prototipo de biósfera por el principio de diseño.
3. El ECLSS debe concebirse como una suma integrada de operaciones unitarias. Esto requiere, por un lado, un abordaje sistémico de sistemas complejos, altamente ramificados y con bucles de retroalimentación y, por otro lado, el estudio de un conjunto de operaciones unitarias a cargo de las funciones elementales constitutivas de todo el ECLSS[3]
4. Ya que actualmente las restricciones externas de las que dependen las soluciones, no están completamente fijadas; las tecnologías deben ser estudiadas genéricamente.
5. Es necesario mejorar los sistemas regenerativos.

## Fases del proyecto
El proyecto está organizado en 5 fases, al finalizar buscan tener listo cada aspecto del proyecto además de atraer el interés del público general e integrar a más académicos dentro del proyecto.
- Investigación y Desarrollo básico (R&D)

Posiblemente la parte más importante del proyecto, en esta fase se busca reunir las actividades relacionadas al proceso de caracterización, a un nivel metabólico y genético, al igual que los modelos matemáticos y los controles de problemas asociados. Se realizó el modelado de los compartimentos, su control y automatización, a su vez que simulaciones para comprobar el funcionamiento de los compartimentos y el total de la biomasa obtenida.
- Experimentos espaciales preliminares

Debido a que las condiciones de un ambiente espacial tiene un efecto en los procesos biológicos, se busca cuantificar el efecto de estas condiciones sobre los compartimentos, primero realizando simulaciones y luego la comprobación paralelamente al desarrollo del proyecto. Existen 3 experimentos que ya han sido realizados:
1. MESSAGE (Microbial Experiment in Space Station About Genetic Expression): Llevado a cabo en noviembre del 2002 a bordo del Belgian Taxi Flight, y repetido en 2003 en la misión Spanish Soyuz (misión de Cervantes), que buscó comparar el crecimiento y la expresión genética de organismos en condiciones espaciales y en condiciones terrestres.
2. MASK (Microgravity Analysis of Spirulina Kinetics): Es un experimento que busca medir la tasa de crecimiento de organismos fotosintéticos que se encuentran bajo condiciones de microgravedad, especialmente en el alga Spirulina platensis. Hasta el 2005, se desarrollaron durante 4 años múltiples estudios cuantitativos y la creación de un biorreactor de membrana.
3. BIORAT: Experimento enfocado en los compartimentos IV y VI, que se enfocó en el desarrollo de un fotobiorreactor que funciona en condiciones de gravedad reducida, aunque este experimento aún se encuentra en desarrollo.

- Demostración en el espacio y en la Tierra

La UAB (Universidad Autónoma de Barcelona) inauguró en 1995 la Planta Piloto MELiSSA, cuyo objetivo fue la construcción de dos sistemas MELiSSA a diferentes escalas para comprobar y demostrar su éxito. 
- Transferencia Tecnológica

Las innovaciones para resolver los problemas del proyecto han tenido que venir de diferentes partes del mundo, por ejemplo, Europa introdujo una serie rigurosos requerimientos para el desecho de las aguas residuales, y de este mismo continente provienen las plantas de tratamiento para aguas de desecho que están siendo utilizadas para el proyecto MELiSSA (se tuvieron que rediseñar, logrando compactarlas para que sean adecuadas en los compartimentos. 
- Educación y Comunicación

Alrededor de todo el mundo, el proyecto MELiSSA ha llamado la atención, llevándose a cabo una gran cantidad de conferencias y eventos relacionados al proyecto. Se desarrolló incluso la página web del proyecto (https://www.melissafoundation.org/) en la que se puede encontrar información sobre eventos, innovaciones, investigaciones y experimentos, e incluso programas para el doctorado (se busca reclutar más académicos). 

## Modelamiento matemático

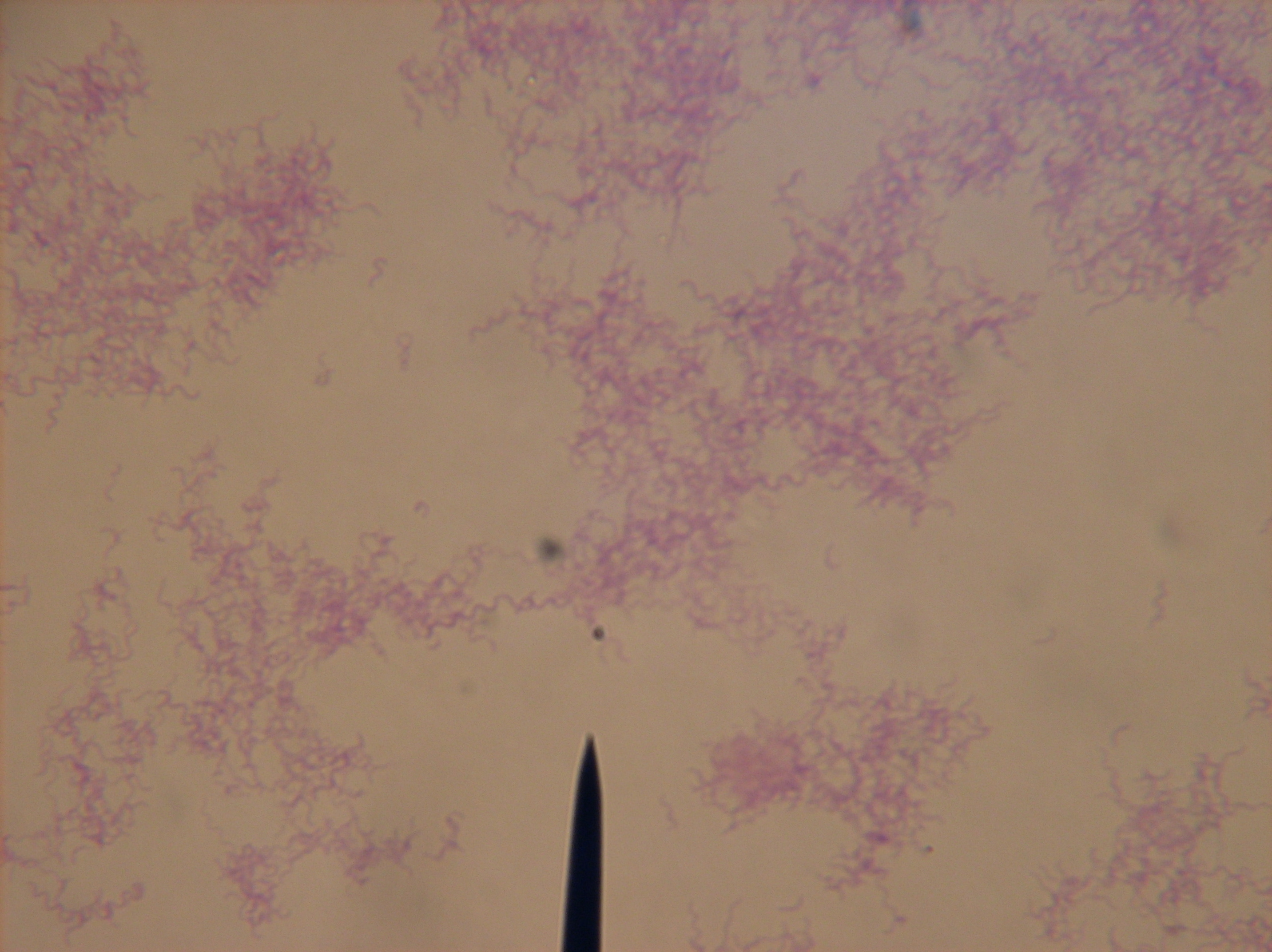
Bacteria púrpura sin azufre

En conjunto con otros sistemas de soporte vital, como el de la nave espacial Crew Dragon, el proyecto MELiSSA tiene la peculiaridad de haber construido modelos matemáticos que representan el funcionamiento de las unidades de los compartimentos y del bucle completo. 
- Compartimento de Licuefacción.

En este primer compartimento se lleva a cabo uno de los procesos más complejos, el primer tratamiento de todos los residuos sólidos y líquidos producidos principalmente por el compartimento de la tripulación, las cámaras de la planta superior y el sistema de preparación de alimentos. 
A partir de un biorreactor anaerobio 100-l, acoplado a un sistema de membranas es como se asegura la degradación del 70% de la materia orgánica y la solubilización del 60% de nitrógeno. El digestor no produce CH4; el carbono se libera solo como  CO2 y ácidos grasos volátiles, mientras que el nitrógeno se libera como amonio. Esto se obtiene seleccionando un consorcio termófilo y controlando el pH para mantenerlo en  un valor inferior a 6.
- Compartimento Fotoheterotrófico.

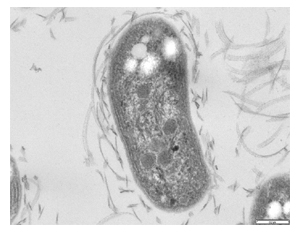
Nitrobacter winogradsky

Este compartimento está enfocado en la transformación de ácidos grasos volátiles desprendidos del compartimento l (digestor anaeróbico), en  CO2 y biomasa comestible. Este paso está involucrado con el metabolismo de la familia de bacterias Rhodobacteriaceae, en particular, con las bacterias fotosintéticas púrpura sin azufre (Rhodospirillum rubrum). A partir de los cultivos de R. rubrum en condiciones fotoheterotróficas se ha demostrado que existe una discontinuidad en el comportamiento del reactor entre un régimen cinético con baja productividad de biomasa y un régimen físicamente limitado por luz con alta productividad.
- Compartimento Nitrificante.

Este compartimento está dedicado a la transformación del amonio producido por el compartimento I y que no fue eliminado en el compartimento II. Este compartimento convierte el amonio (NH4+) en nitrato (NO3-), de forma que se provea a los siguientes compartimentos con una fuente de nitrógeno (es importante en la nutrición de las plantas superiores y de la Spirulina). Está colonizado por 2 cepas, Nitrosomonas europeae (que convertirá amonio en dióxido de nitrógeno NO2) y Nitrobacter winogradsky (que convertirá el dióxido de nitrógeno en nitrato).

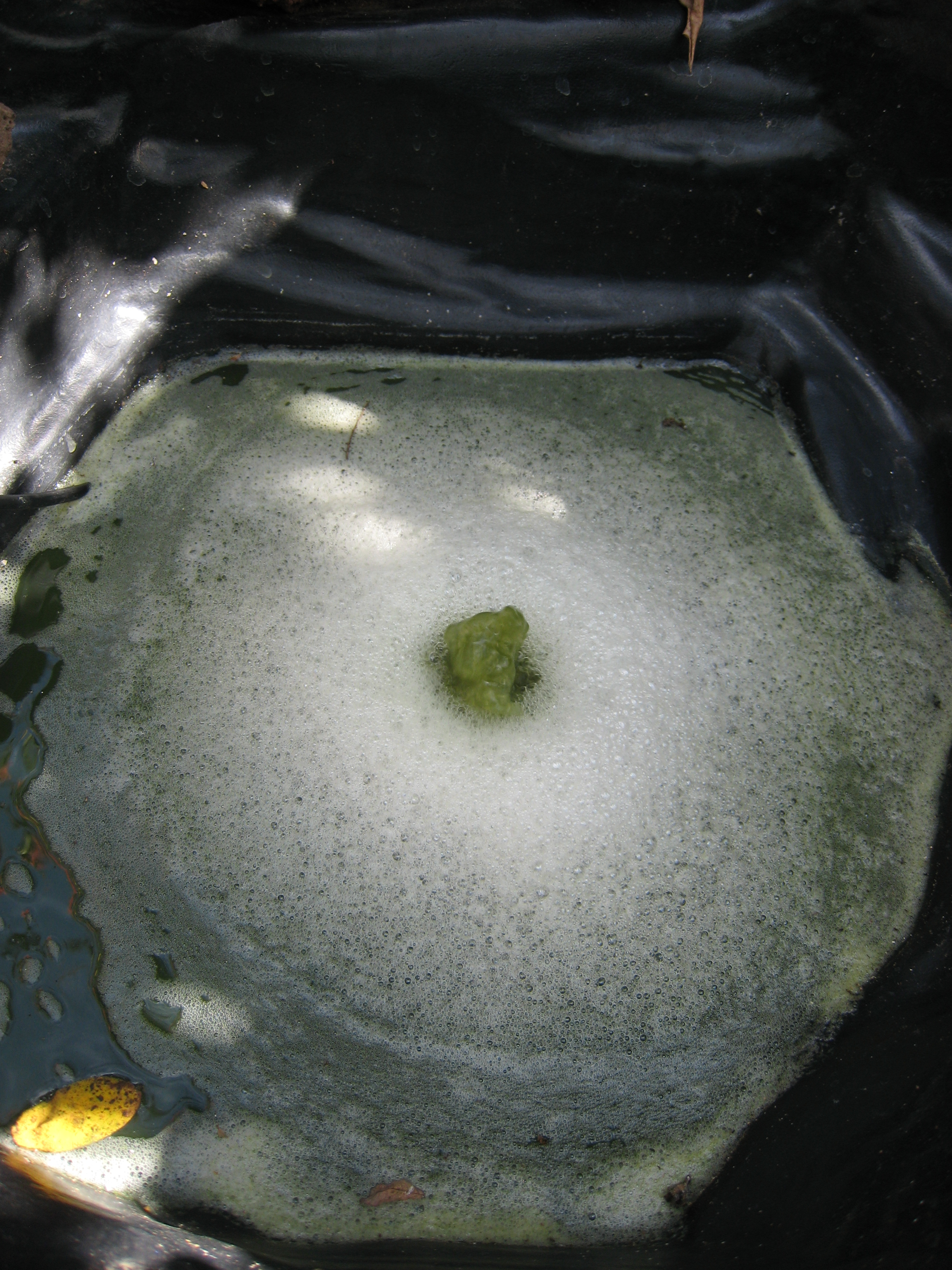
Arthrospira platensis

Este compartimiento se trata de un reactor de lecho fluidizado, con lechos de poliestireno. La biomasa está fijada al soporte sólido, la eficiencia de la transformación del amonio al nitrato es dependiente del oxígeno que pase por el lecho. El modelo de este compartimento contabiliza de manera concreta los gradientes de biomasa, la velocidad de transferencia de oxígeno, la inhibición por sustratos o productos y el metabolismo oxido-reductivo de las dos cepas. 
- Compartimento de spirulina (Arthrospira platensis) y de las plantas superiores.

El alga spirulina (Arthrospira platensis) debido a que es la fuente principal de proteína, está encargada del procesamiento de dióxido de carbono, nitratos y minerales producidos por los otros compartimentos, y debe transformarlos en comida y oxígeno. De acuerdo con sus investigaciones, el crecimiento y las regulaciones metabólicas de la spirulina están controladas por la disponibilidad de luz en el reactor. A menudo, la luz en el reactor resulta ser un limitante durante el cultivo de las algas, de forma que se han optado por un modelamiento más sofisticado de la conversión de energía lumínica en energía química para poder predecir la cantidad de biomasa producida (y su composición) de acuerdo a la disponibilidad de luz. 
Por otro lado, el compartimento de las plantas superiores está principalmente dedicado a la producción de alimento, oxígeno y agua, pero también funcionan como un absorbedor de dióxido de carbono (en conjunto con el compartimento de la Spirulina). El modelamiento de este compartimento es ligeramente más complicado dada la mayor sofisticación de las plantas superiores. El modelo debe proveer expresiones para el ratio de fijación de carbono, debe incorporar una diferente forma de modelaje del crecimiento, pues la tasa de crecimiento no es proporcional a la masa de la planta (como sí ocurre con otros organismos), los modelos son dependientes de parámetros ambientales (temperatura, presión, humedad, etc.). Se ha optado por modelar el crecimiento a partir de la luz, presión parcial del CO2, y la evolución de las concentraciones de los nutrientes producidos y la reducción del CO2 suministrado. 

## Perspectivas actuales
Los ecosistemas artificiales de soporte de vida para la colonización espacial cada vez están más desarrollados, estas infraestructuras capaces de sustentar la vida humana indefinidamente fuera de la Tierra, han sido consideradas como una anticipación de un cambio antropogénico irreversible en la Tierra , aunque es importante destacar que a la fecha, un ecosistema cerrado no se puede considerar totalmente funcional para los humanos. Y estas tecnologías han sido solicitadas por académicos e investigadores para garantizar que la civilización (o un fragmento privilegiado de esta) perdure, por lo que claramente estos proyectos tienen un enfoque antropocéntrico. Si bien se planea generar un nicho ecológico para la especie humana, se debe tener en cuenta que la unidad mínima de la vida se debe comprender desde la relación del organismo con su entorno.
A pesar de los avances en el campo de la biotecnología espacial, el establecimiento de hábitats humanos autónomos en el espacio exige ciertos logros que aún no se han alcanzado, ya que el ecosistema artificial que se construya debe ser capaz de reproducir las funciones de estabilización de la atmósfera reciclaje bioquímico y regeneración de vida de la biosfera en la escala humana más pequeña posible.
Actualmente el proyecto MELiSSA, está probando un prototipo de la bioinfraestructura necesaria para las futuras misiones tripuladas a Marte previstas en el Programa Aurora de la ESA, aunque MELiSSA se caracteriza más precisamente como un proyecto de bioingeniería, disciplinas como la biotecnología e ingeniería química, permiten visualizar los desafíos clave del desarrollo tecnológico del proyecto, por ejemplo, el diseño de los biorreactores, así como la caracterización genómica, selección y cultivo de la microbiota que los habitará.